# مسجد شیخ مغربی
مسجد شیخ مغربی مربوط به دوره قاجار است و در استان اصفهان، شهرستان نائین، بخش مرکزی، شهر نائین، محور بازار قدیمی، اواسط بازار واقع شده و این اثر در تاریخ ۱۵ دی ۱۳۸۷ با شمارهٔ ثبت ۲۴۰۱۸ به‌عنوان یکی از آثار ملی ایران به ثبت رسیده است.